# Бондарук Кирило Євлампійович
Кирило Євлампійович Бондарук (Лихо-Бондарук, Отаман Лихо; нар. 1898, Катеринка  — пом. 19 січня 1922, околиці Великої Врадіївки) — повстанський отаман часів Української революції.

## Біографія
Народився 1898 року в селі Катеринці Ольгопільського повіту (тепер Первомайський район Миколаївська область). Його дід Влас переселився в ці землі, щойно відвойовані у Туреччини, у 1794 році разом з іншими селянами-кріпаками із села Дроздовиця Городнянського повіту Чернігівської губернії. Влас був бондарем, тому всі його діти й онуки дістали прізвище Бондаруків.
Кирило Бондарук навчався в церковно-парафіяльній, а потім два роки в земській школі. Дякуючи вчителю, він усвідомив себе українцем, а не малоросом. В середині березня 1917 р., коли селом промайнула чутка про революцію в Петрограді та зречення царя, Кирило за чотири золотих монети вартістю по 10 руб. кожна виміняв у колишнього ананьївського жандарма шаблю і пістоль та справив уніформу вояка.
Коли дійшли чутки про формування українського війська, Кирило попрохав місцевого священика благословити «на боротьбу за свободу матері-України» і на початку травня разом з односельчанином Степаном Доценком подався до Умані, де дислокувався курінь полку імені Гетьмана Полуботка. Згодом у складі куреня прибув до столиці. Був зарахований в команду, яка охороняла Центральну Раду та інші українські установи. Брав участь в охороні Другого Всеукраїнського з'їзду українських військовиків. Під час інструктажу привернув на себе увагу Симона Петлюри.
Незабаром Кирило Бондарук став слухачем Юнацької військової школи, у складі якої він вперше вступив у бій з більшовиками під Крутами. Курінь, в складі якого перебував Кирило Бондарук воював на правому фланзі оборони.
З 1 березня 1918 року хорунжий Кирило Бондарук перебував при штабі Симона Петлюри як дорадник та старшина з особливих доручень. Потім був призначений політичним дорадником командира Запорізької армійської групи генерал-хорунжого Михайла Омеляновича-Павленка.
Після приходу до влади Павла Скоропадського залишився вірним УНР, після оголошення повстання проти Гетьманату брав участь у бою під Мотовилівкою.
У 1919 р. Кирило Бондарук деякий час перебуває на території польської держави, при штабі Петлюри. Потім бере участь у Першому зимовому поході. 17 березня 1919 р. кінний полк отамана Андрія Гулого-Гуленка, з яким був Кирило Бондарук, звільнив Ольвіополь, Богопіль і Голту та навколишні села. Бондарук побував у Катеринці, де на його заклик до війська вступила група мешканців його рідного села. Після цього він відбув у Врадіївку, де інспектував загони К. Колоса — головнокомандувача Врадіївської Хліборобської Республіки.
Після поразки військ Директорії УНР, на чолі кінного загону отаман Кирило Бондарук відступив за кордон. Якийсь час він перебував у Польщі. У Львові був розташований штаб Головного отамана Симона Петлюри. Тут було розроблено план повалення радянської влади в Україні та проголошення її незалежності. На землях колишньої Херсонської губернії та Південного Поділля через голод та утиски відбувалися особливо активні виступи селян проти радянської влади. Головнокомандувачем Південної оперативної округи було призначено Кирила Бондарука. Це призначення було зумовлено не тільки довірою Петлюри до молодого отамана, але й його особистими бойовими заслугами, організаторськими здібностями, а також тим, що був він родом із цих країв.
Бондарук через Румунію (Бендери-Одесу-Тираспіль) повертається на Херсонщину. Його супроводжують курінний отаман Іван Нагірний та сотник Дяченко.
Свій штаб Кирило Бондарук облаштував у Первомайському повіті — центрі Південної оперативної округи. Головнокомандувач повстанськими силами Півдня України розгорнув активну діяльність по виконанню плану Штабу Головного отамана. Якщо на кінець 1920 р. загін Бондарука нараховував близько 200 бійців, то в 1921 р. він набагато зріс. Першим заступником Кирила Бондарука був Іван Нагірний. Разом вони інспектували повстанські дивізії і загони, створювали нові полки, забезпечували їх зброєю та боєприпасами, по усій оперативній окрузі закладали склади зброї та продовольства.
Бондарук та Нагірний, крім семінарів та інструктивних нарад із партизанами та старшинами повстанських з'єднань і частин, також відновлювали зв'язки з українською інтелігенцією, створювали підпільні патріотичні групи. Лише в Ольвіопольському повіті було створено кілька підпільних груп, в тому числі в Грушівці, Мигії, Сировому, Берізках, Доманівці, Кінецьполі, Голті, Ольвіополі, Богополі. Різні підпільні групи були організовані в єдину петлюрівську Первомайську організацію, а отамана Лихо-Бондарука почали називати командуючим повстанськими військами Херсонщини.
Чекісти довідалися про повернення Бондарука і почали активні пошуки. І хоч було кинуто значні сили, а за хатою батьків встановлений нагляд, на слід отамана вони довго не могли натрапити. Це було зумовлено зокрема і тим, що Кирило Бондарук налагодив розгалужену мережу інформаторів — і не лише у волосних і повітових установах, але й в самій ЧК. Внаслідок цього він наперед знав про наміри ворога. Очевидно, за невловимість та шкоду, заподіяну більшовикам, чекісти дали Бондарукові псевдонім «Лихо», з яким він і ввійшов в історію українського повстанського руху.
Через безсилля чекісти завдали удару по рідних та близьких отамана — без суду і слідства були розстріляні його матір Тетяна, молодший брат Тимофій, сестра Наталка та її чоловік Семен Лебедушко, а також сусід, начальник станції Кам'яний Міст Гертаховський та його неповнолітній син Микола. Батько під час цієї кривавої розправи був відсутній і залишився живим. Але, прийшовши додому, і побачивши зарубаних та постріляних родичів, збожеволів. Ходив селами, «розшукуючи своїх дітей»…
Вийти на слід отамана чекістам допоміг прикрий випадок. В Одесі на базарі оперуповноважений впізнав і затримав колишнього вчителя Дяченка, який був зв'язковим Лиха-Бондарука. ЧК знала, що він був сотником Армії УНР і разом з нею опинився за кордоном. На допиті Дяченко не витримав і видав деяких своїх побратимів. Після цього почалася ціла низка масових провалів підпільників-активістів. Поступово, розплутуючи підпільну мережу чекісти влітку 1921 р. заарештували 278 осіб, підозрілих в участі у цій організації. 125 з них були розстріляні. Чекістам стало відомо і про місцезнаходження Кирила Бондарука та Івана Нагорного, але вчасно попереджені вцілілими агентами, вони втекли. Партизанський загін було тимчасово розпущено, а підпілля ненадовго припинило активну діяльність.
У вересні 1921 р. отамани Лихо та Нагірний реорганізували наявні сили і відновили партизанську боротьбу. Конспірація стала ще суворішою. Формування структур велось за принципом трійок і п'ятірок. Однією з останніх організаційних справ отамана Лиха-Бондарука була поїздка 22 грудня 1921 р. в Подільську губернію для об'єднання потенціалів Подільської і Первомайської повстанських організацій, але цій справі не вдалося вирішитися позитивно. Чекістам таки вдалося вистежити керівників повстанців в околицях Врадіївки. 8 січня 1922 р., зазнавши важкого поранення, потрапив у полон Іван Нагірний. Зрозумівши, що організовано оточення не прорвати, Бондарук віддав останній наказ — розсіятися і намагатися виходити самотужки. 19 січня 1922 р. Кирило Бондарук загинув, намагаючись вирватись з оточення. В протоколі огляду тіла зазначалось, що крім малогабаритного томика «Кобзаря» у вбитого не виявлено ні паперів, ні грошей, ні цінних речей.
В архіві СБУ Миколаївської області до останнього часу збереглося 15 томів його справи.

## Вшанування пам'яті
- Провулок Отамана Бондарука у місті Миколаїв.[1]
- Провулок Отамана Бондарука у місті Первомайськ Миколаївської області.[2]
- Вулиця Отамана Бондарука у селі Миколаївка Казанківського району Миколаївської області.[2]
- 1194-му окремому батальйону радіоелектронної боротьби Повітряних сил ЗСУ присвоєно почесне найменування імені отамана Кирила Бондарука.[3]